# Bubalornis albirostris
El bufalero piquiblanco (Bubalornis albirostris) es una especie de ave paseriforme que habita en la mayor parte del África subsahariana.

## Descripción
Es un pájaro grande y robusto, que comúnmente mide de 23 a 24 centímetros de largo. El adulto es principalmente negro con motas blancas en el dorso y las alas. El pico es cónico y grueso, y aparenta ser mayor al estar coronado por un escudo frontal blanco en los machos reproductores, como el pico. La hembra y el macho adulto no reproductivo tienen un aspecto similar, pero con el pico negro. Las aves jóvenes presentan el plumaje de color marrón oscuro.
El bufalero piquiblanco es una especie gregaria que se alimenta de grano e insectos. Son pájaros ruidosos, especialmente en las colonias, con una gama de cacareos y chirridos.

## Hábitat y distribución
Es un pájaro común que habita en espacios abiertos, en especial en los campos de cultivos y zonas de matorral. Crían en colonias, construyendo nidos con una masa de ramas desordenadas en árboles, cada árbol puede tener varios nidos de configuración esférica en el interior de su follaje. En cada puesta ponen de dos a cuatro huevos.